# Pense
Pense es un pueblo canadiense situado en la provincia de Saskatchewan.

## Superficie
Pense tiene una superficie de 1,32 km².

## Demografía
En 2021, tenía 603 habitantes, una densidad poblacional de 455,6 hab./km², y 228 viviendas.